# Allegorie van goed en van slecht bestuur
De Allegorie van goed en van slecht bestuur, of L'Allegoria ed Effetti del Buono e del Cattivo Governo, zoals de oorspronkelijke titel in het Italiaans luidt, is een reeks fresco's van Ambrogio Lorenzetti in het Palazzo Pubblico van Siena. De fresco’s, met een totale omvang van 296 x 1398 cm, vormen een van de omvangrijkste en belangrijkste christen-politieke muurschilderingen uit de middeleeuwen.
Ze zijn gemaakt tussen februari 1338 en mei 1339 en zijn aangebracht bovenaan drie muren in de Zaal van de Raad van Negen, ook wel de Zaal van de Vrede genoemd. De fresco's moesten het werk inspireren van de stadsbestuurders die in deze zaal bijeenkwamen.
De allegorie is gebaseerd op het principe van Aristoteles van gerechtigheid en algemeen welzijn en verbeeldt: ‘‘ ‘goed’ en ‘slecht’ bestuur en de gevolgen daarvan in de stad en op het platteland.’’

## Allegorie van goed bestuur

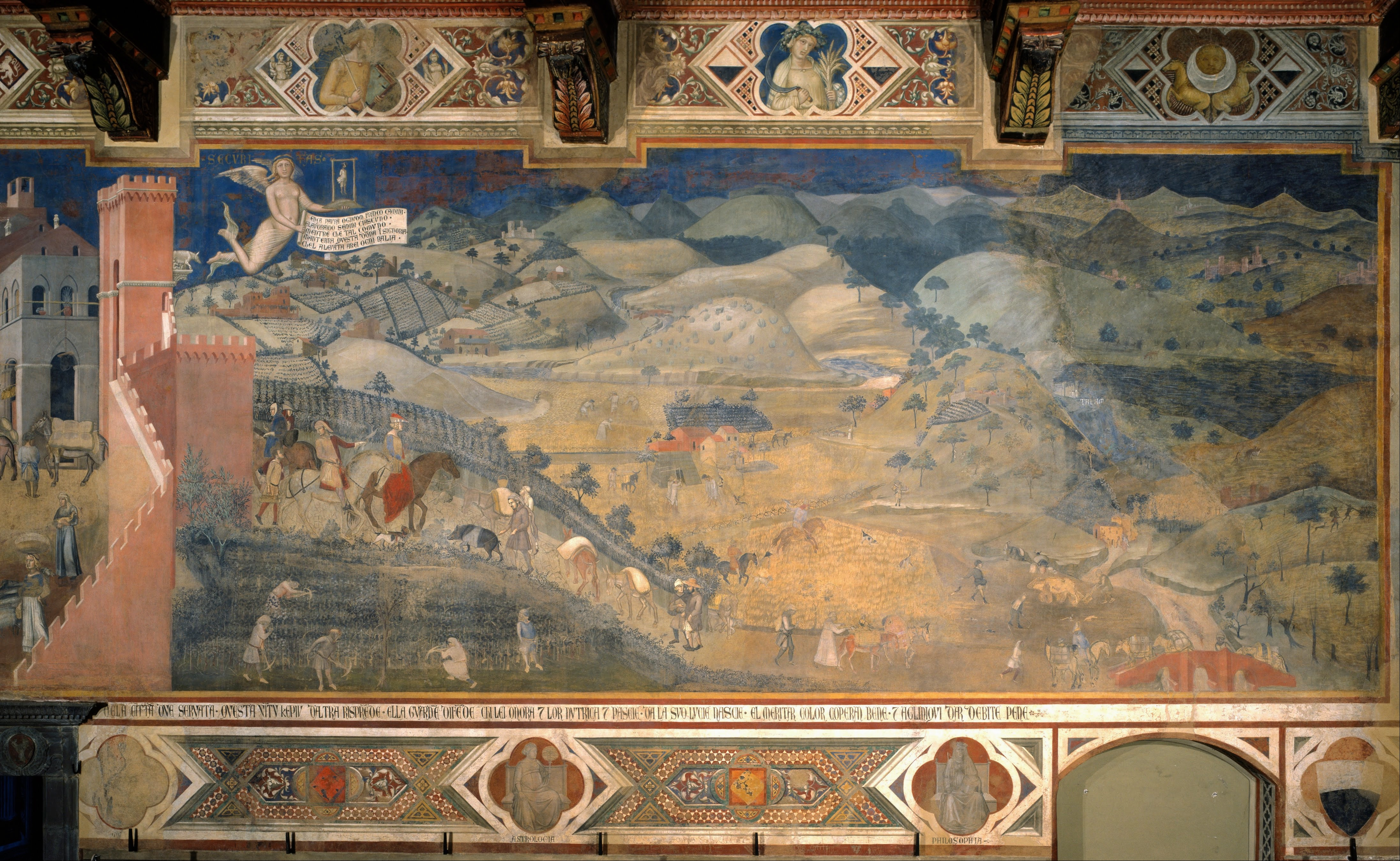
"De gevolgen van goed bestuur op het platteland"

De eerste fresco hiernaast bevindt zich in het midden van de zaal.
Links zit de Gerechtigheid (Vrouwe Justitia), met boven haar hoofd de weegschaal, vastgehouden door de Wijsheid (Sapientia). Aan de weegschaal hangen, in balans, 2 schalen met een engel: de één beloont, de ander straft. Onder Gerechtigheid zit de Harmonie (met timmermansschaaf om misverstanden glad te strijken), die door linten verbonden is met de burgers, die deel uitmaken van het bestuur. De burgers zijn kleiner weergegeven dan de Deugden omdat zij aan de deugden onderworpen zijn. De burgers zijn onderling verbonden met een touw dat begint bij de rechter engel van Gerechtigheid en via Harmonie naar het Goede Bestuur (koning) loopt.
'Goed bestuur' zelf wordt gepersonifieerd in de grote, statige figuur die op de troon zit en de kleuren draagt van Siena (zwart en wit). Rond zijn hoofd staan de letters CSCV (‘’Commune Saenorum Civitatis Virginis’’, gemeente Siena, stad van de maagd). In de hemel, boven het hoofd, staan de goddelijke deugden: Geloof (Fides, met kruis), Liefde (Caritas, met vlammend hart) en Hoop (Spes), die kijkt naar een visioen van Christus in de hemel.
Midden tussen Gerechtigheid en Goed Bestuur in zit, op de bank een relaxte Vrede (Pax, met olijftak, draagt een olijfkrans en zit op een harnas). Rechts van Goed Bestuur zitten de kardinale deugden: Sterkte (Fortitudo) en Voorzichtigheid (Prudentia, wijst naar de 3 lampen van verleden, heden en toekomst). Links van Goed Bestuur zitten ook kardinale deugden: Grootmoedigheid (Magnanimitas, schaal met munten op haar schoot), Gematigdheid/Geduld (Temperantia, met zandloper) en Rechtvaardigheid (Justitia, voor de tweede maal). Onder Goed Bestuur, in dienst van de gerechtigheid, waken ridders over de vrede en over geketende misdadigers.
De gevolgen van goed bestuur zien we rechts in de zaal: De hier geschetste stad, Siena in de 14e eeuw met zijn karakteristieke gebouwen, getuigt van wijsheid, moed, rechtvaardigheid en bezonnenheid. De gebouwen zien er goed onderhouden uit en edelen gaan te paard in mooie kleding. Ambachtslieden zijn volop aan het werk, kooplieden bieden hun waren aan, boeren brengen, op ezels, hun waren naar de markt en meisjes dansen op straat. De dans suggereert een eendracht, die onmisbaar is om vreedzaam samen te leven. Er wordt volop gebouwd (boven de school). Er heerst vrede en harmonie.
Rechts van de stad, buiten de stadsmuren, is het platteland afgebeeld. Ook het platteland profiteert van goed bestuur: er is een komen en gaan van edellieden en van boeren met hun vee en graan. Er zijn villa's, kastelen, goede oogsten, goede infrastructuur (wegen en de brug rechtsonder), men is vrij om te reizen zonder bang te hoeven zijn.

## Allegorie van slecht bestuur

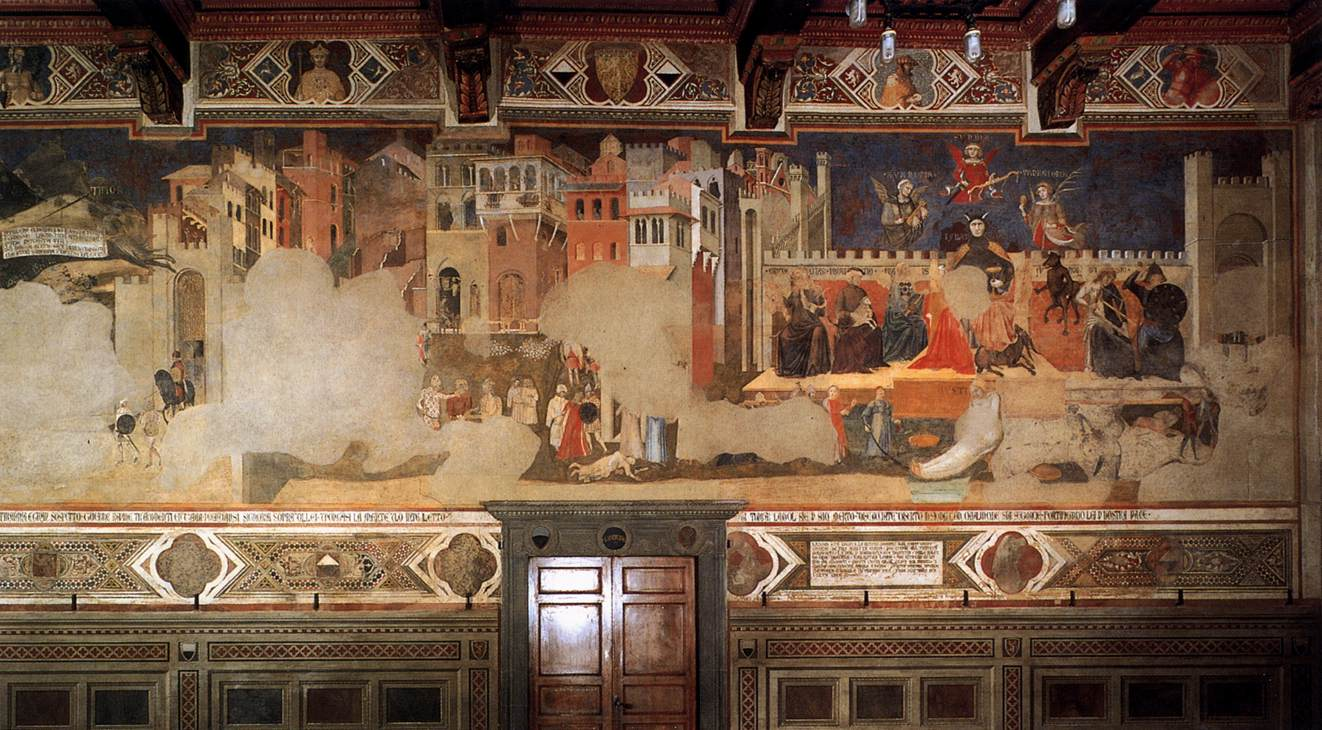
"Slecht bestuur en de effecten ervan op het stadsleven"

Slecht bestuur en de gevolgen daarvan zijn uitgebeeld op de linker muur.
Rechts zetelt slecht bestuur: Gerechtigheid zit onderaan, helemaal ingebonden; de kapotte weegschaal ligt om haar heen. Boven haar, in het midden zit, als teken van ongerechtigheid: Tirannie (een duivel met hoorns en vleermuisvleugels), gekleed in cape met goudstiksel en edelstenen en in zijn hand, als teken van decadentie: een gouden beker. Boven hem zitten, als tegenhangers van Geloof, Hoop en Liefde: Hebzucht (Avaritia, met een kist met goud), Hoogmoed (Superbia, met zwaard en lelie) en IJdelheid (Vanitas, met spiegel en tak van vergane glorie).
Tirannie wordt geflankeerd door Wreedheid, Bedrog en Woede links van hem, en rechts: Tweedracht (met de zaag) en Oorlog (met het schild). Tweedracht is gekleed in de kleuren van Siena en zaagt haar eigen been door.
De gevolgen van slecht bestuur in de stad zijn: vervallen huizen, nauwelijks handel, geen bouwactiviteiten.

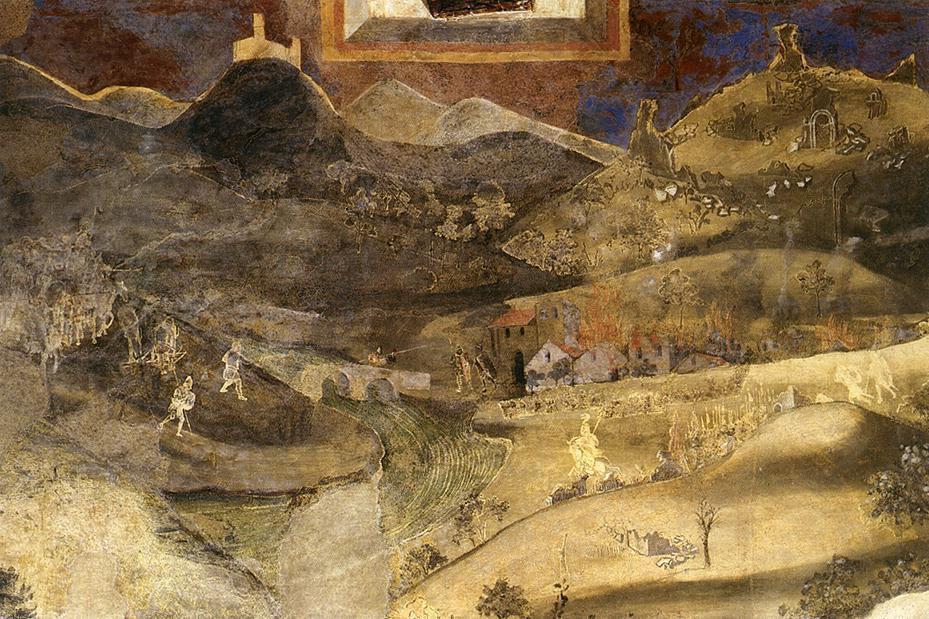
"De gevolgen van slecht bestuur op het platteland"

Helemaal links gaan krijgers ten strijde op het platteland.
Op het platteland gaan twee legers op elkaar af in een grauw, verbrand landschap, met ruïnes, huizen die in brand staan en er is geen landbouw te zien. Er heerst terreur en angst.